# Promet Belgije
Belgija ima jednu od najgušćih prometnih mreža na svijetu razmjerno svojoj maloj površini. Ukupna duljina cesta i autocesta iznosi 140 000 km; cestovna mreža odlično povezuje Belgiju s Francuskom, Njemačkom i Nizozemskom. I željeznička mreža je gusta i djelotvorna. Riječna mreža raspolaže dobro razgranatim sustavom plovnih putova koji povezuju Belgiju s roterdamskom lukom u Nizozemskoj, te sa slijevovima Seine u Francuskoj i Rajne u Njemačkoj. Najvažnije morske luke su Antwerpen, Gent, Bruges i Ostende. Uz najveće se gradove nalaze međunarodne zračne luke: ona uz Bruxelles, zahvaljujući sjedištima europskih institucija u gradu, bilježi stalan porast prometa.